# 森脇健児の突撃!日本列島
『森脇健児の突撃!日本列島』（もりわきけんじのとつげきにほんれっとう）は、1999年4月から9月にかけてKBS京都ラジオほかで放送されたラジオ番組である。

## 概要
ナイターオフに放送されている『森脇健児のサタデーミーティング』（サタミ）の流れを汲んだ番組であり、スポンサーは同番組と同じ都築総合学園。ただ「突撃-」は週1回30分の録音番組であり、全国ネットであるという点で「サタミ」と異なっていた。まだ無名だったフォークデュオ・コブクロがゲスト出演したことがあり、「桜」がこの番組のエンディングテーマとして採用された。ナイターシーズン終了に伴い「サタミ」が復活、番組は半年で打ち切られた。後継番組は『What's up』。

## 出演者
- 森脇健児
- Over Drive

## 放送時間
- 毎週金曜 24:30-25:00（KBS京都ラジオ。ネット局は地域によって異なる）

## エンディングテーマ曲
- 「桜」コブクロ

## ネット局
- KBS京都ラジオ（キー局）
- HBCラジオ
- 東北放送
- RFラジオ日本
- 東海ラジオ放送
- AM KOBE（現・ラジオ関西）
- RCC中国放送
- KBCラジオ
- 南日本放送